# Правдивая история (фильм)
«Правдивая история» (англ. True Story) — американский драматический триллер 2015 года режиссёра Руперта Гулда и сценаристов Руперта Гулда и Дэвида Кайганича. Снят на основе книги «Истинная история: убийство, мемуары».

## Сюжет
Кристиан Лонго (Джеймс Франко), житель штата Орегон, чья жена и трое детей были обнаружены убитыми, арестовывается полицией в Мексике, где он назвал себя репортёром газеты New York Times по имени Майкл Финкель.
Настоящий Майкл Финкель (Джона Хилл) является амбициозным и успешным репортером в Нью-Йорке.
Но после конфликта с главным редактором, по поводу его последней статьи, в которой он придумал трагическую историю о мальчике, которого на самом деле не было, а основу для неё взял из расспросов троих людей с тяжелой жизненной ситуацией, вместо того, чтобы написать всё как есть, и после попыток, которые он предпринял, чтобы объяснить, зачем он это сделал, его просят написать опровержение в журнале New York Times и увольняют. Он возвращается домой к своей жене Джилл Баркер (Фелисити Джонс) и изо всех сил пытается найти работу журналиста из-за его публичного увольнения из «Таймс».
С Финкелем связывается репортер «Орегонии», который хочет узнать мнение о краже Кристианом Лонго его личности. Финкель, который не знал о случае Лонго, заинтригован и устраивает встречу с Лонго в тюрьме. Во время своего первого разговора Лонго утверждает, что он следил за Финкелем всю его карьеру и всегда восхищался его манерой писать. Лонго соглашается рассказать Финкелю о его преступлениях, за которые обвиняется, если Финкель будет давать уроки письма и пообещает, что не расскажет о их беседах до завершения судебного процесса по убийству.
Финкель все больше заинтересовывается Лонго, который не признает своей вины. Уверенный, что история будет искупительной, Финкель посещает Лонго в тюрьме и пишет ему несколько месяцев. Лонго отправляет многочисленные письма Финкелю, а также восьмидесятистраничный блокнот под названием «Неверные повороты», в котором содержится то, что Лонго описывает как список ошибок, которые он совершил в своей жизни. Финкель начинает распознавать сходство между Лонго и им самим, их почерком и рисунком, а также письмами Лонго и личными журналами Финкеля. По мере приближения судебного разбирательства Финкель все больше сомневается, что Лонго виновен в убийствах, и Лонго информирует Финкеля, что он намерен изменить свои показания, чтобы не быть виновным.
В суде Лонго не признает себя виновным в двух убийствах, но признается в убийстве своей жены и одной из своих дочерей. Финкель сталкивается с Лонго, который утверждает, что не может делиться всем, что знает, потому что он должен защищать определённых людей, которых он отказывается назвать. Грег Ганли (Robert John Burke), детектив, который отследил Лонго и арестовал его, подходит к Финкелю и утверждает, что Лонго — чрезвычайно опасный и манипулирующий человек. Он пытается убедить Финкеля передать, как доказательство, всю свою переписку с Лонго. Финкель отказывается, и Гэнли не дает ему объяснений.
На судебном процессе Лонго подробно описывает свою версию событий. Он утверждает, что после спора с женой об их финансовом положении он вернулся домой, и увидел двух своих детей, пропавших без вести, одну из его дочерей без сознания, а его жена, всхлипывая, говорила, что она ставит детей «в воду». Лонго сказал, что он задушил свою жену до смерти в слепой ярости. Он говорил, что думал, что его другая дочь была мертва, но потом понял, что она все ещё дышит и задушил её, потому что она умирала. Жена Финкеля, Джилл, наблюдала за показаниями Лонго.
Во время заседания, Джилл посещает Лонго в тюрьме и говорит ему, что он нарциссический убийца, который никогда не убежит от себя.
Лонго признан виновным во всех четырёх обвинениях и приговорен к смертной казни. После того, как его приговорили, он подмигивает Финкелю, который в шоке и ярости понимает, что Лонго лгал ему на протяжении всех разговоров и использовал его для того, чтобы сделать свои показания более правдоподобными. Спустя некоторое время Финкель встречает Лонго в камере смертников. Лонго пытается убедить Финкеля, что придя домой он обнаружил, что его жена задушила дочь, а затем все потухло, так что он не помнит об убийствах. Финкель сердито говорит Лонго, что он больше не поверит в его ложь и предупредит судьи, когда Лонго обжаловал его приговор о манипулятивном характере Лонго. Лонго возражает, указывая на успех, который Финкель имел с книгой об их встречах, оставив репортера потрясенным.
Финкель читает раздел своей книги под названием «Правдивая история» на рекламном мероприятии в книжном магазине. Принимая вопросы от аудитории, он воображает, что Лонго стоит в задней части комнаты и говорит ему, что если он потерял свободу, то Финкель, должно быть, тоже что-то потерял. Финкель не может ответить.
В финальных титрах рассказывается, что Лонго год спустя признался в убийстве всей своей семьи. Хотя Финкель никогда больше не писал для «Нью-Йорк Таймс», статьи о Лонго внесли в ряд публикаций из серии смертников, включая «Нью-Йорк Таймс». Финкель и Лонго все ещё встречаются в первое воскресенье каждого месяца.

## В ролях
- Джона Хилл — Майкл Финкель
- Джеймс Франко — Кристиан Лонго
- Фелисити Джонс — Джилл Баркер
- Роберт Джон Бурк — Грег Ганли
- Конор Кикот — Захари Лонго
- Гретхен Мол — Карен
- Бэтти Гилпин — Шерил
- Джон Шариан — шериф
- Роберт Стентон — Джеффри Грег
- Мария Диззия — Мэри Джейн Лонго
- Женевьев Энджелсон — Тина Элвис
- Дана Эскелсон — Джой Лонго
- Джоэль Марш Гарлэнд — Дэн Пэгг
- Ребекка Хендерсон — Эллен Паркс
- Шарлотта Дрискол — Сэди Лонго
- Мэриэнн Плинкетт — Морин Даффи

## Производство

### Съёмки
Основные съёмки начались в марте 2013 в Уорике (штат Нью-Йорк) и Нью-Йорке. Бред Питт стал исполнительным продюсером, а Fox Searchlight Pictures дистрибьютором.

### Музыка
Марко Белтрами был нанят 18 июля 2014 для того, чтобы написать музыку к фильму.
Когда Джилл навещает Лонго в тюрьме, она включает ему запись «Se la mia morte brami» (если ты хочешь моей смерти) лирического произведения, написанного итальянским композитором эпохи Возрождения Карло Джезуальдо. Она объясняет, что, вопреки красоте мелодии, она не может её слушать, не вспоминая факты из жизни композитора: Джезуальдо убил свою жену, её возлюбленного и своего ребёнка.

## Релиз
Изначально показ фильма был запланирован в ограниченном прокате 10 апреля 2015 года. Дата показа была перенесена на одну неделю, для успешного широкого проката.

## Критика
Фильм получил смешанные отзывы от критиков. На Rotten Tomatoes, фильм имеет рейтинг 45 %, основанный на 167 отзывах, со средним рейтингом 5,5 / 10. Критический консенсус сайта гласит:
«Джеймс Франко и Джона Хилл составляют интересную пару, но „Правдивая история“ теряет свою привлекательность и интерес зрителя из-за своей путанности, которая порождает легенду, основанную на фактах»
На Metacritic фильм имеет рейтинг 50 из 100, который основан на 40 отзывах, что означает «смешанные или средние отзывы».

## Награды и номинации
| Премия             | Категория                           | Актёр(ы)       | Результат | Ссылка(и) |
| ------------------ | ----------------------------------- | -------------- | --------- | --------- |
| Teen Choice Awards | Choice Movie: Драматический актёр   | Джеймс Франко  | Номинация | [ 12 ]    |
| Teen Choice Awards | Choice Movie: Драматический актёр   | Джона Хилл     | Номинация | [ 12 ]    |
| Teen Choice Awards | Choice Movie: Драматическая актриса | Фелисити Джонс | Номинация | [ 12 ]    |